# Actinotus minor
Actinotus minor là một loài thực vật có hoa trong họ Hoa tán. Loài này được (Sm.) DC. mô tả khoa học đầu tiên năm 1830.

## Hình ảnh

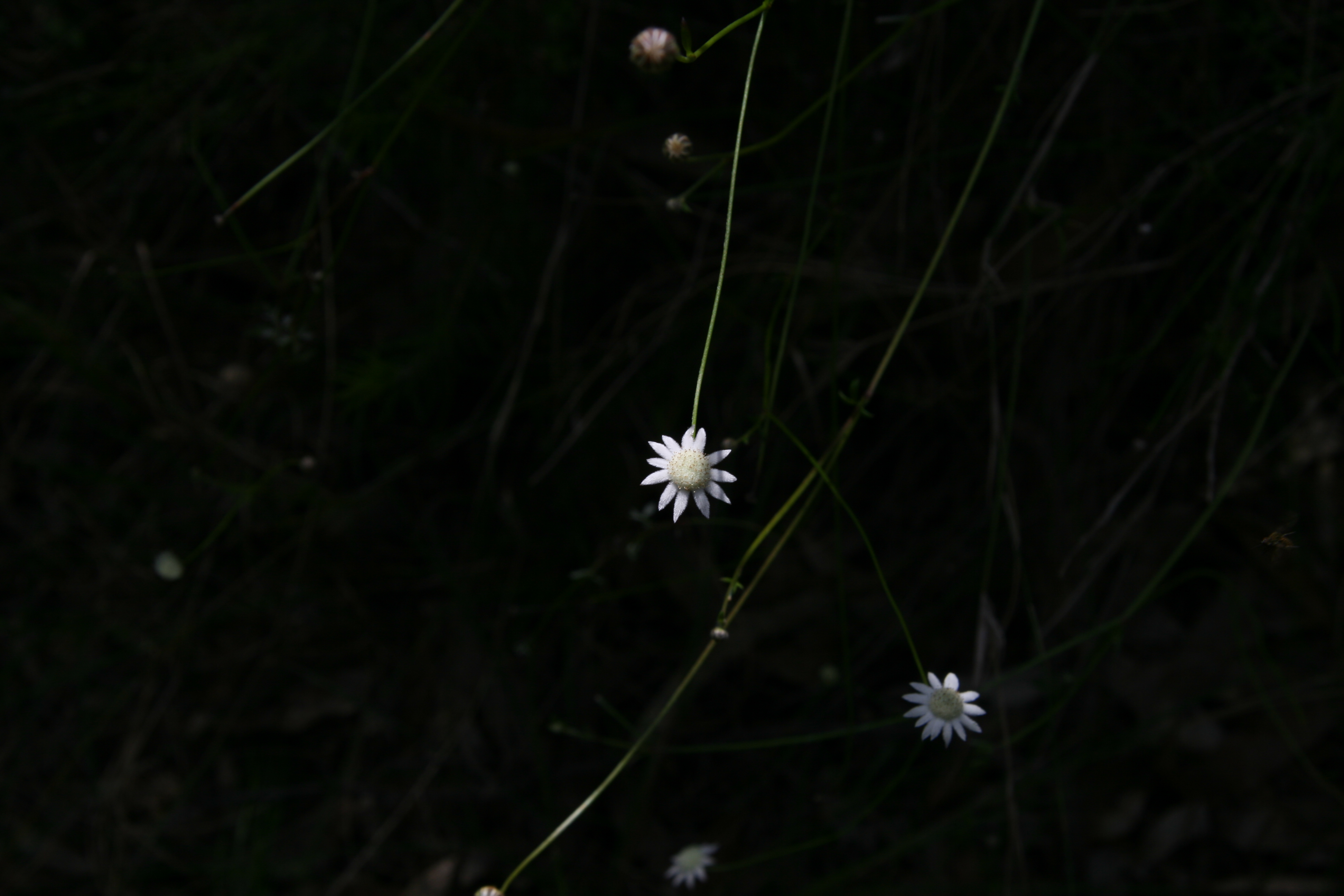